# Jaroslav Čejka (spisovatel)
Jaroslav Čejka (* 26. října 1943 Praha) je český básník, prozaik, dramatik a novinář.

## Biografie
Většinu svého života bydlel v Praze na Letné (nyní na předměstí Prahy v Nupakách), žil a tvořil však také na své bývalé chatě v Posázaví (Poříčko) a současné chatě v Českém Dubu - Kněžičkách na Liberecku. Po maturitě krátce pracoval jako dělník u Vodních staveb, v letech 1961–1967 vystudoval Stavební fakultu ČVUT. Poté působil jako projektant v pražském Hydroprojektu, kulisák ve Stavovském divadle (tehdy zvaném Tylovo divadlo), od 1971 programový pracovník Parku kultury a oddechu Julia Fučíka, dramaturg Uměleckého studia mladých Rubín, vedoucí programového oddělení i náměstek ředitele Pražského podniku služeb mládeže. Od 1976 se stal funkcionářem nejprve Městského výboru Socialistického svazu mládeže v Praze, pak vedoucím oddělení kultury Českého ÚV SSM. V roce 1982 byl jmenován vedoucím redaktorem literární přílohy týdeníku Tvorba "Kmen" a souběžně zvolen členem předsednictva Svazu českých spisovatelů. Od roku 1987 byl šéfredaktorem Tvorby. V březnu 1989 byl jmenován vedoucím odboru kultury a zástupcem vedoucího oddělení školství, vědy a kultury ÚV KSČ. (V roce 1991 popsal tuto část své kariéry v anonymně vydané publikaci "Aparát". Zde mj. uvádí, že jako vysoce postavený kulturně-politický činitel podporoval polemiku v mezích oficiální ideologie, publikování některých ostrakizovaných autorů, a uvedení do kin filmů, stažených z distribuce počátkem normalizace.) Po listopadu 1989 byl dva roky nezaměstnaný, od roku 1992 pracoval jako externí redaktor nakladatelství Fortuna Print a textař reklamní agentury GGK, kde se stal roku 1994 kreativním ředitelem. V letech 1996–1999 byl kreativním ředitelem reklamní agentury A-Z. Později pracoval jako externí jazykový redaktor a editor pro Pražskou vydavatelskou společnost. Od roku 1999 je v invalidním a od roku 2007 ve starobním důchodu.
Velkou část svého života věnoval svému hlavnímu koníčku - sportovnímu rybaření. Je podruhé ženat, má 5 dětí a 9 vnoučat.
Poezii začal publikovat časopisecky od roku 1964. První samostatná sbírka (Kamenné nebe) byla připravena k vydání roku 1968, ale stažena z edičního plánu.

## Pseudonyma
Je známo, že Jaroslav Čejka publikuje pod různými pseudonymy. Užívá pseudonymů Tomáš Nerad, Přemysl Havlík (pro přepisy televizních dokumentů z cyklu Nevyjasněná úmrtí), Jan Rejcz, Jeroným Dubský, Jaroslav Cibík (pro překlady), Michal Fieber (pro detektivky) a šifer ej, jč, jka.

## Dílo

### Hlavní prozaická díla
Odcizená krajina (2013) je "ságou z novodobé české historie, kterou přibližuje čtenáři prostřednictvím životních osudů několika navzájem spřízněných postav z Neveklovska, za druhé světové války vysídleného Němci a proměněného v dělostřelecké cvičiště SS." "Zahrnuje několik generací lidí nejrůznějšího charakteru. Od poloviční Židovky, která prošla koncentráky a z níž se po válce stala fanatická komunistka, až po surrealistického malíře, jenž za trest musí jít pracovat na stavbu, kde zemře při nehodě. Zažijeme také násilnou kolektivizaci zemědělství. "Velké historické děje líčí autor jako katastrofy dopadající na jedince, který se jim musí přizpůsobit, dokonce do té míry, že je získán estébáky ke spolupráci a udávání. (...) Autor nakonec využil i svých znalostí z prostředí literárních časopisů, kam dosadil lidi známé, jen trochu přejmenované, aby čtenář musel chvíli přemýšlet, než přijde na to, že třeba spisovatel, který si vzal španělskou šlechtičnu a jmenuje se Liška, byl ve skutečnosti Ladislav Fuks. Tento výborný spisovatel byl za minulé politické éry na psaní závislý a tudíž i plný strachu, aby o jediný zdroj obživy nepřišel... Zvlášť si v románu přijde na své ten, kdo znal dobře nakladatelství Československý spisovatel a také Literární měsíčník (...)"
"Příběh seznamuje čtenáře velmi podrobně s událostmi druhé poloviny 20. století, které se odehrály v Československu, ale činí tak velmi nenásilnou formou, takže čtenář nemá pocit, že by četl nějakou učebnici dějepisu. Jak šla desetiletí a společnost se měnila, tak je i v knize velmi věrně vyobrazena nejen každá změna nálady ve společnosti, ale i změna jejích hodnot a chování. Zajímavé je, že se to všechno jakoby promítá i do Rajenova surrealistického obrazu Odcizená krajina, jenž se neustále mění a utváří souběžně s klíčovými historickými událostmi."
V roce vydání románu Odcizená krajina (2013) autor obdržel literární cenu Unie českých spisovatelů, nicméně byla formulována nikoli jako cena za tuto knihu, nýbrž "za přínos české literatuře".
Detektivní román Soukromé bludiště vydaný pod pseudonymem Michal Fieber byl v roce 2011 oceněn jako nejlepší detektivka roku 2010 hlavní cenou Asociace autorů detektivní literatury (Cena Jiřího Marka).

### Poezie
- Zpívej mi a vzpomenu si (výbor ze tří autorů: Luboš Zelený, Jaroslav Čejka, Václav Suchý; 1976)
- Sentimentální lásky (1979)
- Veřejné tajemství (1980)
- Kniha přání a stížností (1981)
- Kapesní sbírka zákonů, vět a definic (1983; 2.vyd. 1987 s doslovem J. Peterky)
- Čtení z ruky aneb Chiromantické básně (1986)
- Encyklopedické heslo: láska (1989 - výbor z předchozích sbírek)
- Nejlepší léta našeho života (Brno: Petrov, 1999)

#### v překladu
některé Čejkovy básně přeloženy do angličtiny ve výboru
- The New Czech Poetry, který pořídil Ewald Osers (Newcastle upon Tyne : Bloodaxe Books,	1988)

### Próza
- Kulisáci (1985)
- Milování se lví ozvěnou (1985); 2.vyd. 2006 zahrnuje navíc i povídky ze sbírky Hotelové povídky)
- Hotelové povídky (1989; 2.vyd 2006 - pod titulem Milování se lví ozvěnou)
- Aparát aneb Soumrak polobohů (1991; anonymně)[9]
- Ryby táhnou proti proudu (1992)
- Zázračné těsto a další příběhy o rybách (2001)
- Noc s hlavatkou a další příběhy o rybách (2002)
- Satan a liška a další příběhy o houbách a o milování (2003)
- Lidé, čas a zvířata (2003)
- Lásky z internetu (2004)
- Odcizená krajina (Brno: MOBA, 2013)
- Prosranej život (Praha: Novela bohemica, 2015)
- Most přes řeku zapomnění (Praha: Novela bohemica, 2015)
- Tajná válka Josefa K. (in Almanach Kmene 2015: Od války k válce)
- Magická setkání (Kmen, 2018)

Dále podle Slovníku české literatury je Čejka autorem řady prozaických děl vydaných pod pseudonymem, například:

#### pod pseudonymem Jeroným Dubský[1]
- Klub globálních bezdomovců (2009)

#### detektivní příběhy pod pseudonymem Michal Fieber[1]
- Smrt na garden party (2002)
- 12x vražda (2005)
- Místo činu Písek (2009)
- Soukromé bludiště (2010) - oceněno Cenou Jiřího Marka za nejlepší detektivní román
- Škola detektivů (2012) - oceněno: "zvítězila v 8. ročníku soutěže nakladatelství MOBA"[10]
- Zvěrolékařka na stopě (2015) - ve spoluautorství s veterinářkou Karolinou Svobodovou
- Slepé okno (Brno: MOBA, 2017)

### Divadelní hry
- Na kůži se neumírá (premiéra 1986; Vinohradské divadlo v Praze)
- Pavučina (1985)
- Oboustranná past (1985)
- Happy birthday! (2015)

### Esej o literatuře
- Návod, jak (ne)sbírat básně (1988)